# Ekaterina Zachariewa
Ekaterina Spasowa Geczewa-Zachariewa, bułg. Екатерина Спасова Гечева-Захариева (ur. 8 sierpnia 1975 w Pazardżiku) – bułgarska polityk, prawniczka i urzędnik państwowy, wicepremier (2013, 2014, 2017–2021), minister rozwoju regionalnego i robót publicznych w gabinetach przejściowych (2013, 2014), minister sprawiedliwości (2015–2017), minister spraw zagranicznych (2017–2021), członkini Komisji Europejskiej (od 2024).

## Życiorys
Ukończyła studia prawnicze na Uniwersytecie Płowdiwskim. W latach 2001–2003 praktykowała jako adwokat. W 2003 została zatrudniona w resorcie ochrony środowiska i zasobów wodnych, a w 2007 objęła stanowisko dyrektora działu prawnego i administracyjnego w tym ministerstwie. W sierpniu 2009 powołana na zastępcę ministra rozwoju regionalnego i robót publicznych. Gdy pełniący funkcję ministra Rosen Plewneliew został prezydentem, powierzył jej w styczniu 2012 stanowisko szefa swojego sekretariatu. Od marca do maja 2013 sprawowała urzędy wicepremiera oraz ministra rozwoju regionalnego i robót publicznych w technicznym rządzie Marina Rajkowa. Od sierpnia do listopada 2014 pełniła te same funkcje w przejściowym gabinecie, którym kierował Georgi Bliznaszki.
W grudniu 2015 została ministrem sprawiedliwości w rządzie Bojka Borisowa. Urząd ten sprawowała do stycznia 2017. W marcu tego samego roku jako kandydatka partii GERB uzyskała mandat posłanki do Zgromadzenia Narodowego 44. kadencji.
W maju 2017 otrzymała nominację na wicepremiera do spraw reformy wymiaru sprawiedliwości oraz na ministra spraw zagranicznych w trzecim gabinecie Bojka Borisowa. Funkcje te pełniła do maja 2021.
W kwietniu 2021, lipcu 2021, listopadzie 2021, październiku 2022, kwietniu 2023 i czerwcu 2024 utrzymywała mandat deputowanej na kolejne kadencje.
W sierpniu 2024 bułgarski rząd wskazał ją (oraz Juliana Popowa) jako kandydata na członka nowej Komisji Europejskiej. Ostatecznie została jedyną kandydatką na tę funkcję. Po przejściu procedury nominacyjnej dołączyła do nowej KE kierowanej przez Ursulę von der Leyen (z kadencją od 1 grudnia tegoż roku) jako komisarz do spraw ds. start-upów, badań i innowacji.